# Alfred James Caldicott
Alfred James Caldicott, född 1842, död 1897, var en brittisk musikpedagog och tonsättare.
Caldicott var elev vid musikkonservatioriet i Leipzig, blev lärare 1883 och 1892 ledare av Royal College of Music i London. Han var operakapellmästare i Amerika 1890-1891, och har skrivit operetter, kantater, barnvisor, humoristiska sånger med mera.